# Diana Scultori Ghisi
Diana Scultori Ghisi tudi Diana Mantovana (Mantova, 1547 – Rim, 5 april 1612) je bila italijanska graverka iz Mantove v Italiji. Je ena najzgodnejših ženskih grafičark.
Bila je eden od štirih otrok kiparja in graverja Giovannija Battiste Ghisija. Diana se je umetnosti graviranja naučila od svojega očeta in umetnika  Giulia Romana. Prvo javno priznanje je dobila kot graver v drugi izdaji Vites (1568) Giorgia Vasarija. Leta 1565 je spoznala svojega prvega moža, arhitekta Francesca da Volterra (Capriani). Par se je leta 1575 preselil v Rim. Ko je bila v Rimu, je Diana svoje znanje o poslu v umetniškem svetu uporabila za napredovanje moževe kariere. Kmalu po preselitvi v Rim, 5. junija 1575, je Diana prejela papeški privilegij za izdelavo in trženje lastnih del. Pomembnost podpisa in predanosti je izkoristila sebi v prid. Tri leta kasneje (1578) je rodila sina Giovanni Battista Caprianija. Tako Diana simbolično kot Francesco sta v času svoje umetniške kariere aktivno postala člana bratovščine San Giuseppe. Zadnja znana Dianina grafika je iz leta 1588. Malo verjetno je, da je v tem času ustvarila nove grafike zaradi močnega poudarka, ki ga je v svoji karieri dala podpisovanju in datiranju svojega dela. Po smrti Francesca da Volterre leta 1594 se je poročila z drugim arhitektom z imenom Giulio Pelosi. Diana je umrla leta 1612.

## Zgodnje življenje
Kulturne spremembe, povezane z renesanso, so ženskam zagotavljale večje možnosti za študij umetnosti , umetnice pa so si lahko pridobile mednarodni ugled. Delo Diane Scultori, rojene leta 1547, je odraz tega spreminjajoče se klime. Ena od treh hčera družine Scultori kot ženska ni mogla imeti formalnega vajeništva, a jo je oče naučil svojega poklica. Kljub pomanjkljivi izobrazbi za risanje je lahko uporabila risbe drugih umetnikov, da se je naučila izdelovati gravure. Nič nenavadnega ni bilo, da so se hčere obrtnikov izučile v družinski obrti, vendar se je zdelo nenavadno, da se je hčerka izučila za graverja in si tako naredila kariero. Prvo javno priznanje kot graver je prejela v drugi izdaji Vites (1568) Giorgia Vasarija.
Po poroki leta 1575 z ambicioznim arhitektom Francescom da Volterro sta se zakonca preselila v Rim. Tu se je osredotočila na interpretacijo del umetnikov, povezanih z njenim možem in papeževimi delavnicami. Večina grafik je bila narejena za promocijo in podporo njegove kariere kot arhitekta. Bila je znana po tem, da se je ukvarjala z ohranjanjem dobrega ugleda. Bila je zavzeto poslovna ženska in ena redkih umetnic, ki jo je Vasari omenil v izdaji svojega Življenja iz leta 1568, pri čemer je poudaril, da »tako dobro gravira, da se ji je treba čuditi; zelo nežno in milostivo dekle in njena dela, ki so najlepša, so bila presenečenje«. Delala je v okviru omejitev, s katerimi so se srečevali umetniki njenega časa, ženske ali kako drugače. Delo drugih umetnikov je uporabila kot podlago za svoje grafike, vendar je večina risb za njene gravure izhajala od moža, družinskega člana, vključno z očetom ali sodobnega umetnika, s katerim sta bila z možem seznanjena.

## Kariera
5. julija 1575, leto prve datacije grafike, je Scultorijeva prejela papeški privilegij za izdelavo in trženje lastnih del. Prošnja za papeški privilegij je bila pred papeštvom Gregorja XIII. dokaj nenavadna praksa, zlasti za ženske in ji je omogočila, da je ustanovila ime za svoje gospodinjstvo. Podobno kot privilegij tiskanja knjig je dolg približno 300 besed in Diano imenuje »žena arhitekta Franciscusa Ciprianija, ki biva v tej naši almi Urbe ...« in nakazuje, da se je svoje umetnosti naučila od svojega očeta. Privilegij nakazuje, da se je Diana zanj prijavila, ker ni želela tiskati svojih gravur brez licence in naj bi zaščitila svoje gravure pred kopiranjem in prodajo »drugih obeh spolov, predvsem pa trgovcev s knjigami, kiparji, graverji in tiskarji«. Privilegij je bil zavezan vsem nelicenciranim založnikom ali prodajalcem njenih gravur izdati globo približno 500 dukatov. Od tega bi tretjina šla papežu, tretjina Diani in zadnja tretjina sodniku, ki je odločbo izdal, kar seveda spodbuja sodbo v korist umetnika. Poleg takšne globe je kazen vključevala tudi takojšnje izobčenje katoliške cerkve.
Njene pronicljivosti kot poslovne ženske ne vidimo le v njeni uspešni prošnji za papeški privilegij, temveč tudi v njenih grafikah, ki so promovirale moževo arhitekturno delo. Med letoma 1576 in 1580 je naredila štiri odtise z glavnimi volutami stebrov in drugimi arhitekturnimi detajli, vključno s kroglicami ter okrasnimi letvami iz jajčevnikov. V nasprotju s številnimi njenimi drugimi grafikami se zdi, da ti odtisi niso bili namenjeni splošni publiki, temveč nekomu, ki ima napredno znanje o starodavnih arhitekturnih detajlih. Eden sorazmerno dolgih napisov na najstarejšem od teh štirih odtisov še podpira to razlago: »Ta volute in stari kompozitni kapitelni red numidijanskega kamnitega stebra iz sv. Petra v Vatikanu za krstilnico sv. Petra je posnela Francesca da Volterre Diana Mantuana, njegova žena, in jo je vgravirala 1576.« Tako Diana svojega moža ne identificira le kot vir slike, temveč tudi navaja, da sta bila risba in tisk izvedena za namene študija.
Med svojo kariero ji ni bil podeljen le papeški privilegij, ampak je leta 1566 postala častna državljanka Volterre v Italiji, leta 1570 pa je dobila simbolično članstvo v bratovščini San Giuseppe v Cagliu v Italiji.
V počastitev umetnikov moža in žene, sprejete v Congregazione dei Virtuosi del Pantheon, so ustvarili par medaljonov. Napis na sprednji strani medalje, kjer je prikazana z matronsko tančico, preprosto piše Diana iz Mantove. Odsotnost imena njenega očeta ali moža je bila za tisti čas nenavadna.

### Znana dela
Kristus in grešnica je tretja gravura, ki jo je po Giuliu Romanu naredila Diana Scultori. Je kopija po eni od Rafaelovih tapiserij in njegove delavnice, zasnovana za Sikstinsko kapelo. Upodobljen je prizor iz Janezovega evangelija. Žensko, morda Marijo Magdaleno, obtožijo prešuštva in jo odpeljejo k Jezusu. Jezus je noče obsoditi na kamenjanje, temveč vsakemu, ki je brez greha ponudi, naj vrže prvi kamen. Kristus in mladenka sta upodobljena z vijugastimi bizantinskimi stebri v portiku okroglega templja. Arhitekturni prostor spominja na starodavne stebre svetega Petra v Rimu. Spretna poslovna ženska Diana je po odhodu v Rim skrbela za ohranjanje koristnega pokroviteljstva v Mantovi. Scultorijeva je gravuro posvetila Eleonori Avstrijski, ženi vojvode Viljema I. in vojvodinji Mantove. V pismu Eleonori Diana pravi: »Njeni mirni visočanki gospe Eleonori Avstrijski, vojvodinji Mantove / Diani Manuan /, se počutim tako vezana na spomin na najsrečnejše gospodstvo vaše gospe, pod katerim posedujem, da sem bila zadovoljna s hvaležnostjo v svoji duši, tako pogumna, da sem to svoje delo razkrila pod svojim velikim imenom, da bi se vrnila tja, kjer se je začelo, spet služila svojemu princu v znak moje službe Vaše visočanstvo in vaša najmirnejša hiša. Iz Rima, 1. septembra 1575.« Družina Gonzaga je bila ena od zasebnih družin, ki je kupila komplet tapiserij, tkanih iz istih risb kot papeški izvirniki. Zlahka jih prepoznamo kot okras mantovske palače. Različica tapiserije Gonzagov je vizualna referenca na Rafaelovo dediščino in povezavo z vatikanskim okusom in bogastvom. Na gravuri je tudi izjava o dvojni pripadnosti Scultorijeve Mantovi in Rimu.
Predaja ključev ali Kristus postavlja Petra za poglavarja cerkve, je še ena grafika, ki jo je Scultorijeva morda kopirala iz Rafaelovih skic. Najverjetneje pa je bila podoba na kopijah tapiserij, ki jih je družina Gonzaga naročila v isti delavnici, kjer so tkali originalne tapiserije iz Sikstinske kapele. To delo prikazuje trenutek, ko Kristus imenuje Petra za predstojnika cerkve po Matejevem evangeliju, ki je bil v tistem času priljubljena tema. Serijo teh tapiserij je naročil papež Leon X. za Sikstinsko kapelo. Delo je nastalo v Mantovi, a je bilo kasneje odneseno v Rim, kjer je bilo objavljeno in natisnjeno v različnih izdajah.
Lato rodi Apolona in Diano na otoku Delos, je nastala med njeno zgodnjo kariero v Mantovi. Na njej je upodobljena Lato, Jupitrova ljubica in zaščitnica nimf, potem ko je rodila dvojčka Apolona in Diano. Da bi se rešila ljubosumja Junone, je Latona poiskala zatočišče na otoku Delos. Epizoda sledi mitu iz Ovidovih Metamorfoz, ki je postala priljubljen vir navdiha za umetnike v 16. stoletju. Prizor je vzet iz pripravljalne risbe Giulia Romana za sliko iste teme.

### Podpis
Njen oče je bil graver za mantovski dvor družine Gonzaga. Diana je na grafikah spremenila svoje ime, da je bila bolj povezana z dvorom. Številne različice njenega podpisa, napisov in posvetil izražajo njeno zavest kot umetnice in podjetnice. Je prva ženska, ki je podpisala svoje polno ime na grafiko, vendar je podpisala različne podpise v različnih obdobjih svojega življenja. V nobenem od njenih del ni zapisano, da je šla mimo ali podpisala ime Scultori. Najpogosteje se je pod svoje delo podpisala Diana Mantuana ali Diana Mantovana mesto, v katerem se je rodila. Ta podpis je služil tudi za sklicevanje na mantovsko plemstvo in graversko tradicijo Mantove, kar bi vplivnim ljudem v Rimu pomenilo več kot priimek, s katerim se je rodila.

## Kasnejše življenje
Njen zadnji tisk iz leta 1588 je bil Polaganje v grob po Parisu Nogari. Po smrti Francesca da Volterre se je leta 1596 poročila z Giuliom Pelosijem, drugim arhitektom, ki je bil 20 let mlajši od nje. Malo verjetno je, da je naredila dodatne odtise po letu 1588, vendar njen razlog za ustavitev ostaja neodkrit. Umrla je 24 let kasneje v Rimu, 5. aprila 1612. Številne njene gravure so še naprej tiskali po njeni smrti.